# Dongbu-dong, Yongin
Dongbu-dong (koreanska: 동부동) är en stadsdel i staden Yongin i provinsen Gyeonggi, i den nordvästra delen av Sydkorea, 40 km söder om huvudstaden Seoul. Den ligger i stadsdistriktet Cheoin-gu.
Större delen av Dongbu-dong har landsbygdskaraktär trots dess formella status som stadsdel (dong).